# Новгородське (Торжоцький район)
Новгородське (рос. Новгородское) — присілок в Торжоцькому районі Тверської області Російської Федерації.
Населення становить 50 осіб. Входить до складу муніципального утворення Мошковське сільське поселення.

## Історія
Від 2005 року входить до складу муніципального утворення Мошковське сільське поселення.

## Населення
| 2010 |
| ---- |
| 50   |